# Carlos Samudio
Samudio  Carrera est un nom espagnol. Le premier nom de famille, en général paternel, est Samudio ; le second, en général maternel, souvent omis, est Carrera.
Carlos Ariel Samudio Carrera, né le 5 octobre 1997 à David, est un coureur cycliste panaméen.

## Biographie
Il commence le cyclisme à l'âge de 11 ans dans sa province natale de Chiriquí en suivant ses frères aînés Rubén et Rony, eux aussi coureurs cyclistes.

## Palmarès et résultats

### Par année
- 2014
  -  Champion du Panama sur route juniors
  -  Champion du Panama du contre-la-montre juniors
  - Clásica Ciudad de Saber :
    - Classement général
    - 2e étape
- 2015
  - 5e étape du Tour du Panama (contre-la-montre)
- 2016
  - Clásica Ciudad de Saber
  - 1re étape du Tour du Panama (contre-la-montre par équipes)
  - 2e du championnat du Panama du contre-la-montre espoirs[2]
  - 3e du championnat du Panama sur route espoirs[3]
- 2017
  - Classement général du Tour du Panama
  - Vuelta a Chiriquí :
    - Classement général
    - 3e (contre-la-montre par équipes) et 7e étapes

  - 2e de la Clásica Ciudad de Saber
- 2018
  - Classement général de la Clásica Radio Chiriquí
  - Tour du Panama :
    - Classement général
    - 2e et 3e étapes

  - 7e étape de la Vuelta a Chiriquí
  - 2e du championnat du Panama du contre-la-montre espoirs
  - 3e du championnat du Panama du contre-la-montre
- 2019
  -  Champion d'Amérique centrale du contre-la-montre espoirs[4]
  -  Champion du Panama sur route espoirs
  -  Champion du Panama du contre-la-montre espoirs
  - Reto a Los Altos de Santa María
  - Grand Prix de Chamoux-sur-Gelon
  - 3e étape du Tour du Panama
  - 3e étape de la Vuelta a Chiriquí
  - 2e de la Vuelta a Chiriquí
- 2022
  - 1re étape de la Vuelta al Valle
  - 7e étape du Tour du Panama
- 2023
  - Clásica RPC Radio
  - 2e du Tour du Panama
- 2025
  -  Champion du Panama du contre-la-montre
  - Ruta Multimarcas[5]
  - 2e du championnat du Panama sur route

### Classements mondiaux
| Année                                 | 2017  | 2018  | 2019 | 2020 | 2021 | 2022  | 2023  | 2024  |
| ------------------------------------- | ----- | ----- | ---- | ---- | ---- | ----- | ----- | ----- |
| Classement mondial                    | 2117e | 1795e | 876e | nc   | nc   | 1066e | 2986e | 1292e |
| UCI America Tour                      | 294e  | 210e  | 104e | nc   | nc   | 124e  | nc    | nc    |
|                                       |       |       |      |      |      |       |       |       |
| Légende : nc = non classéSource : UCI |       |       |      |      |      |       |       |       |